# Guido Van Sweevelt
Guido Van Sweevelt (Mortsel, Flandes, 15 d'abril de 1949) és un ciclista belga que fou professional entre 1972 i 1982. En el seu palmarès destaca la victòria als Tres dies de La Panne de 1978.

## Palmarès
- 1969
  -  Campió de Bèlgica en ruta militars
- 1971
  - Vencedor d'una etapa de la Cursa de la Pau
- 1973
  - Vencedor d'una etapa de la Volta a Bèlgica
- 1975
  - 1r al Circuit de Hageland-Campine del Sud
  - 1r al Tour de Limburg
  - Vencedor d'una etapa de la Volta a Bèlgica
- 1976
  - 1r al Gran Premi de Lede
  - Vencedor d'una etapa de la Volta als Països Baixos
- 1978
  - 1r als Tres dies de La Panne
- 1979
  - 1r al Tour de Limburg
- 1980
  - Vencedor d'una etapa dels Quatre dies de Dunkerque
- 1981
  - 1r al Circuit de Brecht